# Municipio de Francis (Dakota del Norte)
El municipio de Francis (en inglés: Francis Township) es un municipio ubicado en el condado de Burleigh en el estado estadounidense de Dakota del Norte. En el año 2010 tenía una población de 26 habitantes y una densidad poblacional de 0,28 personas por km².

## Geografía
El municipio de Francis se encuentra ubicado en las coordenadas 46°56′20″N 100°31′6″O / 46.93889, -100.51833. Según la Oficina del Censo de los Estados Unidos, el municipio tiene una superficie total de 92.81 km², de la cual 92,81 km² corresponden a tierra firme y (0 %) 0 km² es agua.

## Demografía
Según el censo de 2010, había 26 personas residiendo en el municipio de Francis. La densidad de población era de 0,28 hab./km². De los 26 habitantes, el municipio de Francis estaba compuesto por el 100 % blancos. Del total de la población el 0 % eran hispanos o latinos de cualquier raza.